# Тогунов, Игорь Алексеевич
Тогуно́в Игорь Алексе́евич (род. 20 января 1947 года, Петропавловск-Камчатский, Камчатская область, РСФСР, СССР) — доктор медицинских наук, доцент, профессор кафедры менеджмента Владимирского филиала Российской академии народного хозяйства и государственной службы при Президенте Российской Федерации, член Ученого Совета ВФ РАНХиГС, профессор кафедры биомедицинских и электронных средств и технологий Владимирского Государственного университета (2002—2016 гг.), член-корреспондент Российской Академии Естественных Наук (РАЕН), ветеран труда.

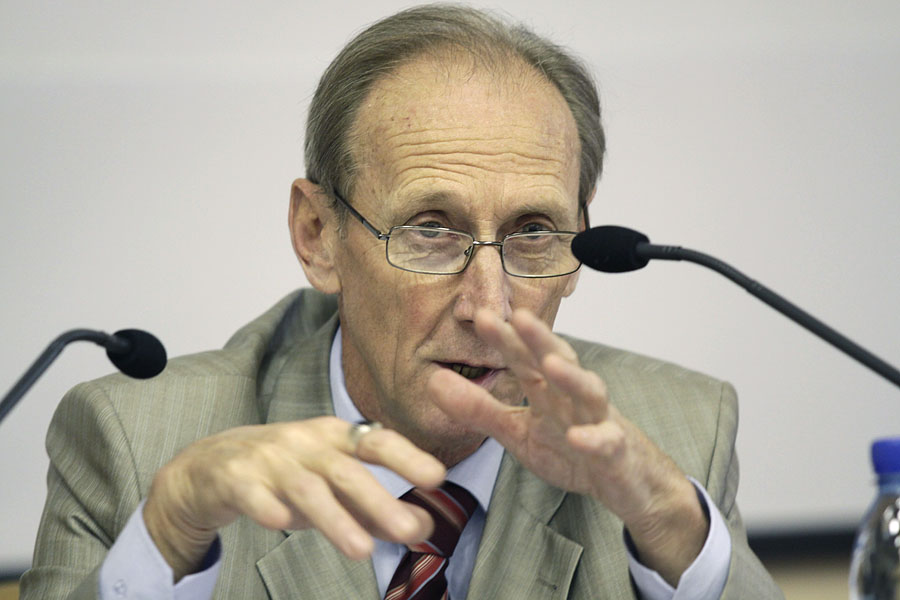

## Биография
- В 1965 г. окончил школу № 23 города Баку.
- В 1965—68 гг. обучался в Азербайджанском медицинском институте.
- В 1971 г. окончил лечебно-профилактический факультет Астраханского государственного медицинского института.
- 1971—76 гг. — главный врач Успенской участковой больницы Петровского р-на Тамбовской обл.
- 1978—86 — организатор и руководитель первой во Владимире студенческой поликлиники Владимирского политехнического института (ВПИ).
- 1991—97 — заведующий отделением Владимирской городской поликлиники № 1, главный внештатный специалист по информатике и вычислительной технике при городском отделе здравоохранения г. Владимира.
- 1997—2004 — руководитель отдела Владимирского областного фонда обязательного медицинского страхования (ВФ ОМС).
- В 1997 году защитил диссертацию на звание кандидата медицинских наук по теме «Научно-методологические и организационные аспекты интеграции городской поликлиники и формирующейся системы обязательного медицинского страхования».
- В 2002 г. защитил диссертацию на звание доктора медицинских наук по теме «Научное обоснование эволюции взаимоотношений врача и пациента в условиях перехода к рынку медицинских услуг».

Область научных интересов: теория систем, управление социальными организациями, общественное здоровье и менеджмент здравоохранения.
С 1971 по 2018 год опубликовал более 230 научных работ, в том числе восемь монографий. Индекс цитирования (Хирша) по данным научной электронной библиотеки РИНЦ на начало 2022 г. равен 13.
Член редакционной коллегии журнала НИИ управления и информатизации здравоохранения РФ «Менеджер здравоохранения» (2004—2010), член редакционной коллегии журнала «Динамика сложных систем» (2010—2014), член редакционной коллегии научно-практического журнала «Ученые записки» (с 2009 г.), член редакционной коллегии журнала «Новая экономика и региональная наука» (с 2015 г.), член Регионального экспертного совета РГНФ Владимирской области.

### Детство и юность
Игорь Тогунов родился 20 января 1947 года в Петропавловске Камчатской области в семье военнослужащего. Отец — капитан медицинской службы Военно-морского флота СССР Алексей Игоревич Тогунов (1923—2009), родился в Баку в семье потомственных польских дворян, переехавших в Баку из Вильно в конце XIX века. Отец был участником Великой Отечественной войны (военные действия под Дербентом) и войны с Японией (служба на Тихоокеанском флоте). В 1947 году переведен по службе в Крым (Севастополь), а в 1949 году — направлен в береговую военно-морскую часть г. Поти Грузинской ССР, а затем продолжал службу на военном тральщике Черноморской флотилии. Демобилизовался в 1961 году и с семьей переехал в родной город Баку Азербайджанской ССР, где в то время проживала его мать Мария Феликсовна Тогунова (Новицкая) (1895—1992) и ближайшие родственники. Мать Игоря Тогунова — Мария Семёновна (в девичестве Косицина) (1925—2001) из семьи мещан Саратовской губернии.
Раннее детство Игоря Тогунова прошло на Камчатке, в Крыму и в г. Поти Грузинской ССР, где он в 1954 году поступил в первый класс первой восьмилетней школы района Набада г. Поти. Первой учительницей Игоря была Полина Григорьевна Македонская. В 1961 г. продолжил учёбу в 7-м классе школы № 23 им. А. С. Пушкина в г. Баку, которую успешно, с отличными и хорошими оценками, окончил в 1965 г. и в этом же году поступил в Азербайджанский медицинский институт на лечебно-профилактический факультет.
Юношеские взгляды Тогунова начали формироваться в эстетическом окружении элитарной бакинской молодёжи в начале шестидесятых годов прошлого века и в кругу однокурсников в период, так называемой, оттепели. Игорь знакомится с творчеством таких поэтов, как Андрей Вознесенский, Евгений Евтушенко, Белла Ахмадулина, Роберт Рождественский, бардов — Булатом Окуджавой, Владимиром Высоцким; интересуется музыкальными произведениями ливерпульской четвёрки The Beatles.
В этот период появляется интерес к самостоятельному литературному творчеству. На первом и втором курсах института возникает первое знакомство с научно-исследовательской деятельностью: студент Тогунов является членом научного кружка первой в СССР лаборатории нейрофизиологии и функциональной нейрохимии на кафедре нормальной физиологии, руководит которой Каграман Мехтиевич Каграманов — азербайджанский учёный, нейрофизиолог, профессор.
В школе и институте Игорь ведёт общественную работу: избирается в городской Совет старшеклассником, назначается старостой и комсоргом класса в школе и в учебной группе института, участвует в становлении КВН-овского движения в г. Баку.
Весной 1968 г. Игорь Тогунов переводится для продолжения учёбы в Астраханский государственный медицинский институт, который успешно оканчивает субординатором по хирургии в 1971 г. с присвоением квалификации врача-лечебника.

### Трудовая деятельность
После окончания института Игорь Тогунов по государственному распределению направляется на работу в Тамбовскую область, где назначается на должность главного врача участковой больницы в 25 коек в селе Успеновка Петровского района. Больница находилась в 18 километрах от районного цента. До ближайшей железнодорожной станции с поэтичным названием «Сестрёнка» было около 12 км.
Здесь молодому специалисту приходится заниматься различными видами медицинской помощи: и хирургией, и инфекционными болезнями, лечить детей и принимать роды, участвовать в ликвидации вспышек опасных болезней, и ко всему прочему быть руководителем и хозяйственником.
Отработав пять лет, Игорь Тогунов с женой и дочерью переезжает во Владимир, где в середине 1976 г. принимается на работу в больницу Владимирского тракторного завода ординатором гинекологического отделения.
В 1978 вначале назначается на должность исполняющего обязанности главного врача вновь создаваемой поликлиники Владимирского политехнического института (ВПИ), а затем принимает участие в становлении этого специализированного лечебно-профилактического учреждения, становится её первым руководителем. Наряду с чисто административно-хозяйственной деятельностью Тогунов занимается разработкой научных методов и организационно-методических приемов, позволяющих обеспечить медицинское обслуживание специализированным контингентам: студентам высших учебных заведений и старшеклассникам школ областного центра. Научные исследования такой конкретной деятельности и практический опыт обобщается Тогуновым в материалах научно-практических конференций, в периодической печати и в многочисленных научных публикациях.
В 1986 г., в период так называемой «перестройки», определённые административные действия Тогунова не находят поддержки в коллективе поликлиники и у руководства здравоохранением г. Владимира, что вынуждает его уйти с занимаемой должности по собственному желанию и, с определёнными проблемами, устроиться на работу рядовым врачом (медицинским статистиком) в первую городскую поликлинику г. Владимира, руководителем которой в тот год был назначен Виктор Николаевич Панарин.
В 1991 г., с началом социально-экономических преобразований в стране, начинает меняться система здравоохранения и методы её управления. В Российской Федерации законодательно вводится система обязательного медицинского страхования, являющаяся, в определённой степени, отображением рыночных (маркетинговых) отношений в предоставлении медицинских услуг.
В трудовой деятельности Игоря Тогунова начинается новый качественный период. Он назначается заведующим отделением профилактики, а по существу — отделом автоматизированных систем управления (АСУ) Владимирской городской поликлиники № 1. Позже — становится главным внештатным специалистом по информатике и вычислительной технике при городском отделе здравоохранения г. Владимира.
Именно в этот период с 1991 по 1997 гг. Тогунов знакомится с руководством Научно-исследовательского института социальной гигиены, экономики и управления здравоохранением имени Н. А. Семашко РАМН, в частности, с Александром Леонидовичем Линденбратеном, доктором медицинских наук, профессором. А. Линденбратен вначале становится руководителем кандидатской диссертации Игоря Тогунова, а, впоследствии, научным консультантом диссертации Тогунова на соискание ученой степени доктора медицинских наук.
В октябре 1997 г. Тогунов переходит на работу во Владимирский областной фонд обязательного медицинского страхования (ВФ ОМС), где создаёт и становится руководителем отдела информационного обеспечения и научных методов управления. Профессиональная деятельность Тогунова и его личный вклад способствуют становлению и развитию системы ОМС во Владимирской области. Практическая деятельность в территориальном Фонде обязательного медицинского страхования совмещается И. Тогуновым с научно-исследовательской работой, что позволяет ему защитить докторскую диссертацию.
В августе 2004 г. И. А. Тогунов на конкурсной основе избирается профессором кафедры управления Владимирского филиала Российской академии государственной службы при президенте Российской Федерации. Впоследствии переизбирается на должность профессора кафедры менеджмента ВФ РАНХиГС.

### Научная и педагогическая деятельность
- В 1997 году защитил диссертацию на соискание ученой степени кандидата медицинских наук по теме «Научно-методологические и организационные аспекты интеграции городской поликлиники и формирующейся системы обязательного медицинского страхования». Работа выполнена в Научно-исследовательском институте социальной гигиены, экономики и управления здравоохранением имени Н. А. Семашко Российской академии медицинских наук. Научный руководитель доктор медицинских наук А. Л. Линденбратен. Официальные оппоненты: доктор медицинских наук, профессор В. А. Бояджан, доктор медицинских наук, профессор В. Г. Кудрина.
- В 2002 г. защитил диссертацию на соискание ученой степени доктора медицинских наук по теме «Научное обоснование эволюции взаимоотношений врача и пациента в условиях перехода к рынку медицинских услуг». Работа выполнена в Научно-исследовательском институте социальной гигиены, экономики и управления здравоохранением имени Н. А. Семашко Российской академии медицинских наук. Научный руководитель доктор медицинских наук, профессор Линденбратен А. Л. Официальные оппоненты: заслуженный деятель науки РФ, доктор медицинских наук, профессор Дементьева Н. Ф., член-корреспондент РАМН, доктор медицинских наук, профессор Стародубов В. И., доктор медицинских наук, профессор В. Г. Кудрина.
- В 2009 г. присвоено ученое звание доцента по кафедре управления

По состоянию на 01.01.2021 опубликовано 264 научных работ, в том числе десять монографий. Индекс цитирования (Хирша) по данным на  начало 2022 г. равен 13. Участник 98 научно-практических конференций международного, республиканского и регионального уровней. Научные международные отношения Игоря Тогунова связаны с Болгарией (2002 г.), США (2003 г.), Китаем (2012, 2015 гг.). Отдельные научные статьи И. А. Тогунова опубликованы в изданиях США, Англии, Китая, Болгарии, Украины.
Значительная часть научных трудов И. А. Тогунова размещена в интернете на страницах ведущих медицинских сайтов.
Преподавательской деятельностью И. Тогунов начал заниматься с середины 80-х годов прошлого столетия — это были занятия с учащимися Владимирского медицинского училища по предмету «Медицинская статистика» в рамках учебных курсов.
Получив ученую степень доктора медицинских наук, параллельно с основной деятельностью в 2002 г. И. Тогунов был приглашен и избран по конкурсу на должность профессора кафедры «Биомедицинская инженерия» (впоследствии кафедра биомедицинских и электронных средств и технологий) Владимирского Государственного университета, где до 2016 года читал учебные дисциплины биомедицинского направления.
С 2004 г. по настоящее время И. А. Тогунов занимает должность профессора Владимирского филиала Федерального государственного бюджетного образовательного учреждения высшего образования «Российская академия народного хозяйства и государственной службы при президенте Российской Федерации» (ВФ РАНХиГС). Преподаваемые дисциплины направления менеджмента, теории организации, психофизиологии и специальной медицинской подготовки и др.
Тогунов И. А. является активным членом комиссий государственно итоговой аттестации (ГИА) ВФ РАНХиГС. Под руководством И. Тогунова выпускниками ВФ РАНХиГС успешно защищено более 120 выпускных квалификационных работ.

### Общественная работа
Политическая
В 1962 году вступил в ряды Всесоюзного Ленинского коммунистического союза молодёжи. Избирался комсоргом студенческой группы. Был членом комсомольского комитета лечебно-профилактического факультета Азербайджанского медицинского института.
С сентября 1975 года член Коммунистической партии Советского Союза. Неоднократно был участником партийных конференций. В 1981—1982 гг. возглавлял партийную организацию административно-хозяйственной части Владимирского политехнического института. В течение нескольких лет был политагитатором в системе политического просвещения. Добровольно вышел из рядов КПСС в 1991 году.
Депутатская
Дважды в 1973 г. и в 1975 г. избирался депутатом Успенского сельского Совета депутатов трудящихся Петровского района Тамбовской области. В 1997 г. баллотировался кандидатом в депутаты Владимирского городского Совета народных депутатов по избирательному округу № 12 в команде объединенных кандидатов «Мы — владимирцы».
Профсоюзная
С 1971 г. состоял в профессиональном Союзе медицинских работников. С 2009 г. И. Тогунов избирается председателем первичной профсоюзной организации Владимирского филиала РАНХиГС Общероссийского Профсоюза работников государственных учреждений и общественного обслуживания Российской Федерации. С 2019 года - член правления Исполнительного комитета Владимиской областной организации Общероссийского Профсоюза работников государственных учреждений и общественного обслуживания Российской Федерации
Филателия
С апреля 1971 года член Всесоюзного общества филателистов (ВОФ СССР), впоследствии — Союза филателистов России. Активист ВОФ. Участник множества съездов Общества. Организатор и участник филателистических выставок республиканского и регионального уровня, в частности Всероссийской выставки «Православие и культура» проходившей в г. Владимире в 1997 г. в стенах Владимиро-Суздальского музея заповедника. С 1975 г. — председатель Владимирского Союза филателистов. Внештатный специалист по филателии Управления Федеральной почтовой связи Владимирской области. Организатор встреч филателистов г. Владимира и ведения абонементного обслуживания. Активный участник и организатор торжественных церемоний гашения почтовых марок, конвертов и карточек, посвященных историческим событиям Владимира и Владимирской области. Исследователь в области филателии и знаков почтовой оплаты. Автор многочисленных статей обозначенного направления в журналах «Филателия СССР», «Филателия», периодической печати. В 2012 г. И. Тогуновым составлен и издан каталог-справочник «Исследование и основы каталогизации марок четвёртого стандарта Российской Федерации». Экспонат отмечен дипломом жюри Всесоюзной филателистической выставки «Россия −2013» и награждён серебряной медалью.

## Основные научные труды
Авторские монографии:
- Городская поликлиника в системе медицинского страхования" (1998)
- Маркетинг: философия моделирования" (1999)
- «Закон универсальности социальных организаций» (2007)
- Теория управления рынком медицинских услуг" (2007)
- «Новое в теории организации: фрактально-фасеточные модели»(2009)[1]
- Теория Фрактальных Моделей (Fractal ModelsTheory)(2013)
- Структурно-функциональные модели социальных систем (2016)

Коллективные монографии:
- Исследование и анализ социо-эколого-экономической политики через призму государственных социальных стандартов: национальные и региональные аспекты (2017)
- Народосохранение и (или) сбережение здоровья людей: социальные, экономические, правовые, медицинские и экологические аспекты (2019)
- Исследование теории групп нарушенной симметрии в природных, биологических и социально-экономических системах (2020)
- Творческий портрет ученого и преподавателя (2020)
- Комплексный анализ в разработке стратегии региона (2020)

## Научные публикации
1. Жизненный цикл организации в свете структурной симметрии и киральности // Ж. Эксклюзивный маркетинг — № 2 (65) — 2008, — с.3-14. (Приложение к журналу «Практический маркетинг»)
2. Опыт построения экономической модели / Материалы международной научно — практической конференции «Региональная экономика: проблемы и перспективы», 15 мая 2008 г., г. Владимир, ВКИ «Собор», 2008.-с.65-69
3. Быть ли отечественному институту менеджеров здравоохранения // Ж. Менеджер здравоохранения, № 3 . −2008 — с. 31-34
4. Исследование структур системы здравоохранения (государственный монополизм, олигополия или стратегический альянс?) // Ж. «Open medical channel» — № 6 — 2007, — с. (Казахстан)
5. О корпоративной культуре в медицине и здравоохранении // Ж. Менеджер здравоохранения, № 1 . — 2008, — с..31-33
6. Управление персоналом /Учебно-методическое пособие, Владимир, ВФ РАГС, 2008
7. Инвестиции в здоровье — залог экономического развития /Материалы международной научно — практической конференции «Инвестиционная стратегия региона: состояние, проблемы и перспективы», 26 декабря 2007 г., г. Владимир, ВКИ «Собор», 2007.-с.301-303.
8. К вопросу исследования и построения системы критериев эффективности здравоохранения муниципального уровня Материалы международной научно — практической конференции «Инвестиционная стратегия региона: состояние, проблемы и перспективы»., 26 декабря 2007 г., г. Владимир, ВКИ «Собор», 2007.-с.294-300.
9. Организационное поведение /Учебно-методическое пособие, Владимир, ВФ РАГС, 2007
10. Информационная составляющая в управлении приоритетным национальным проектом «Здоровье» на региональном и муниципальных уровнях / Государственное управление в XXI веке: традиции и инновации : Материалы 5-й международной конференции факультета государственного управления МГУ им. М. В. Ломоносова (31 мая −2 июня 2007 г.): Ч.1 -М.: Российская политическая энциклопедия (РОССПЭН), 2007.- с. 514—517
11. Закон универсальности социальных организаций //Ж. Эксклюзивный маркетинг — № 2 (59) — 2007, — с. 3-20. (Приложение к журналу «Практический маркетинг»).
12. Логика оценки сигнала при исследовании биосистем /Материалы научно — технической конференции преподавателей, сотрудников и аспирантов, ВлГУ, г. Владимир 6-7 февраля 2007 г.
13. Административная этика /Учебно-методическое пособие, Владимир, ВФ РАГС, 2007
14. Качество жизни как составляющая культурного развития /Сборник научно — практической конференции «Социокультурное развитие региона в условиях реализации административной реформы», ВФ РАГС, г. Владимир 28 февраля — 1 марта 2006 г.
15. О проблеме соотношения внутренней и внешней сред организма /Сб. Эколого — физиологические проблемы адаптации. Материалы XII международного симпозиума, 30-31 января 2007 г., Москва, Российский университет дружбы народов, 2007 — с. 440—445.
16. Structure Transformations in Broken Symmetry Groups — Abstraction and Visualization / Symmetry 2018, 10(10), 440
17. Some principles of social symmetry / Материалы International Scientific Conference "Scientific research of the sco countries: synergy and integration". Пекин, Китай – 14 сентября 2019 г., стр. 87-95

## Премии и награды
- Лауреат международной номинации «Наследие Гиппократа» Общественного фонда человеческих измерений «Ренессанс» (2000 г.)
- Лауреат всероссийской выставки «Золотой фонд отечественной науки» на лучшее учебно- методическое издание в отрасли (2007 г.)
- Почетное звание «Заслуженный деятель науки и образования». Присвоено решением Президиума Российской Академии Естествознания (15.03.2011 г.)
- Почетная грамота ВФ РАНХиГС за многолетний добросовестный труд и в связи с 20-летним юбилеем Владимирского филиала РАНХиГС (1012 г.).
- Орден Европейского научно-промышленного консорциума «Labore et Scientia -Трудом и Знанием» (2012 г.)
- Диплом награждения Серебряной медалью Всероссийской филателистической выставки «Россия-2013» за экспонат Каталог справочник «Исследование марок четвёртого стандарта Российской Федерации» (2013 г.)
- Почетная грамота Министерства образования и науки Российской Федерации (2014 г.)
- Почетная грамота Президиума Владимирского областного комитета Общероссийского Профсоюза работников государственных учреждений и общественного обслуживания Российской Федерации (2015 г., 2017 г.)
- Юбилейный почетный знак "100 лет Профсоюзу работников государственных учреждений России" (2016 г.)
- Благодарность Президиума Общероссийского профессионального союза работников государственных учреждений и общественного обслуживания Российской Федерации (2021 г.)
- Диплом номинанта VII областного конкурса "Владимирская книга года" (2021 г.)
- Почетная грамота ВФ РАНХиГС за многолетний добросовестный труд, успехи в профессиональной деятельности и в связи с юбилейной датой (2022 г.)

## Прочее
Кроме научной и педагогической деятельности И. А. Тогунов занимается публицистикой (92-е статьи по данным на 2016 г.), литературным и художественным изобразительным творчеством.
Автор восьми художественно — поэтических книг:
- Ветер снов. Владимир, «Посад»: 1996, ISBN 5-86953-017-2[2].
- Виртуальность нежности. Владимир, «Посад», 1996.[3]
- Две Веры. Владимир, «Рико», 1999, ISBN 5-93459-001-4
- «Оранжевый скафандр», изд. «Собор», Владимир, 2009, ISBN 5-94002-877-2
- «Verba Voland» — поэтические переводы, изд. «Собор», Владимир, 2009, ISBN 978-5-904418-44-1
- «Иван и Никита. Восточный монолог». Сказки.-Владимир, Собор, 2010, ISBN 5-94002-731-2
- Шекспировы сонеты. Знак Э.Спенсера. Владимир, 2012 ISBN 978-5-9903908-1-2
- Шекспировы сонеты [пер. с англ.], Владимир, Изд-во Владимирского филиала РАНХиГС, 2012 ISBN 978-5-906051-04-2
- «От Кавказа до Камчатки: Дневники и записные книжки Тогунов А, Тогунов И.», Владимир, Изд-во Владимирского филиала РАНХиГС, 2015, ISBN 978-5-906051-98-1

Публиковался в литературно-художественных сборниках, журналах и периодических изданиях СССР и Российской Федерации (75-ть литературных публикаций по данным на начало 2021 года).
Литературные псевдонимы: «А. Тоброд», «Т. Кулиев», «Игорь Гримми-Мухоедов», «И. Успенский», «Б. Р. Кратов», «И. Алексеева», «Ирина Астахова», «Феликс Новицкий», «Илья Росс».
Член Литературной студии при Владимирском отделении Союза Писателей (1978—1996).
Поэтические произведения включены в учебный пособия для средних школ Владимирской области: «Филологический анализ художественного текста (на материале произведений современных владимирских писателей)» и «Литературное краеведение. Хрестоматия для учащихся 5-11 классов средней школы (поэты Владимирского края)».
Женат. Имеет двух дочерей и трех внуков. Проживает в городе Владимир.